# 郷田兼徳
郷田 兼徳（ごうだ かねのり、1840年（天保11年）- 1918年（大正7年）11月29日）は、幕末の薩摩藩士、明治期の内務官僚。青森県令。位階および勲等は正五位・勲五等。旧名・東郷嘉一郎。

## 経歴
薩摩藩士の家に生まれる。戊辰戦争に従軍。明治政府に出仕し、越後府判事補に任官。水口県少参事、東京府権少参事などを歴任。
1874年12月22日、青森県九等出仕に転じ、以後、弘前出張所長官、少書記官、大書記官を歴任。前任山田秀典の死去に伴い、1882年1月14日、青森県令に昇進。保守的な気風を持っていたことから弘前士族の支持を受け、県政は保守派が掌握し、自由民権派と対立した。1882年7月、産馬共会の管理を県から民間に移管する問題で県南代表と対立した。その後、県南側が独自のせり市を開設し、郷田県令は裁判所に訴えたが県側が敗訴した（産馬騒擾事件）。
1883年12月22日、参事院議官補に転じ、1891年5月12日、内務書記官に就任したが、同年7月14日、依願免本官（諭旨退官）となり退職した。

## 栄典
- 1885年（明治18年）11月19日 - 勲六等単光旭日章[6]